# Reggio Calabria (stad)
Reggio di Calabria of kortweg Reggio Calabria is een plaats gelegen in de punt van de Laars van Italië. Het was de hoofdstad van de zuidelijke regio Calabrië tot 1970, toen Catanzaro in plaats hiervan de hoofdstad werd. De stad is nog wel hoofdstad van de gelijknamige provincie Reggio Calabria. Eind oktober 2021 had de stad 172.105 inwoners.
De stad Messina ligt op Sicilië, zeer dicht bij Reggio Calabria, maar aan de overzijde van de Straat van Messina. Met een veerboot kan men deze stad in ongeveer 20 minuten bereiken.

## Geschiedenis
In 730 of 743 voor Christus werd de stad als een Griekse kolonie gesticht. De Griekse stad (met de naam Rhegion) bloeide en ging in de 3de eeuw voor Christus over in Romeinse handen. In de 6de eeuw werd het door de Byzantijnen veroverd op de Goten, waarna de stad nog in handen viel van de Saracenen, Pisanen, Normandiërs, Zwaben, Anjou en Aragon. Het werd verwoest door zware aardbevingen in 1562 en 1783 en had in de 16de eeuw ook te lijden van Turkse en Barbarijse zeerovers. De stad werd een deel van het Koninkrijk Napels en vervolgens het Koninkrijk der Beide Siciliën, tot Reggio samen met de rest van Zuid-Italië in 1860 opging in het Koninkrijk van Italië. 
Op 28 december 1908 werd de regio getroffen door een verwoestende aardbeving gevolgd door een tsunami. De stad werd voor een deel in art-nouveaustijl herbouwd, maar liep opnieuw zware beschadigingen op door bombardementen tijdens de Tweede Wereldoorlog. 
In 1970 verloor het zijn status als hoofdstad van Calabrië aan Catanzaro, wat tot onrust leidde waarbij leger en politie moesten ingrijpen. De jaren zeventig en tachtig vormden een donkere periode voor de stad, die sterk te lijden had van de aanwezigheid van de 'Ndrangheta. Sedert de jaren negentig is er sprake van een hernieuwd elan.

## Geografie
De gemeente ligt op ongeveer 31 meter boven zeeniveau.
Reggio di Calabria grenst aan de volgende gemeenten: Bagaladi, Calanna, Campo Calabro, Cardeto, Fiumara, Laganadi, Montebello Ionico, Motta San Giovanni, Roccaforte del Greco, Sant'Alessio in Aspromonte, Santo Stefano in Aspromonte, Villa San Giovanni.

## Bezienswaardigheden
In het Museo Nazionale Archeologico bevinden zich de beroemde Bronzen van Riace, twee levensgrote bronzen beelden van Griekse krijgers uit de 5de eeuw voor Christus.
De boulevard Lungomare Falcomatà werd door de sportverslaggever Nando Martellini in 1955 uitgeroepen tot "de mooiste kilometer van Italië".

## Sport
Reggina Calcio is de professionele voetbalclub van Reggio Calabria en speelt in het Stadio Oreste Granillo. Reggina Calcio was meermaals actief op het hoogste Italiaanse niveau de Serie A.

## Geboren in Reggio Calabria
- Umberto Boccioni (1882-1916), schilder en beeldhouwer (futurisme)
- Leopoldo Trieste (1917-2003), acteur
- Gianna Maria Canale (1927-2009), actrice
- Gianni Versace (1946-1997), modeontwerper
- Francesco Manuel Bongiorno (1990), wielrenner

## Foto's

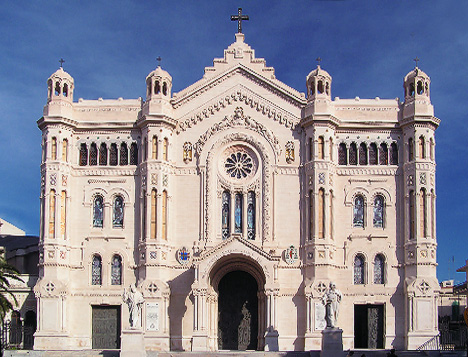
Kathedraal
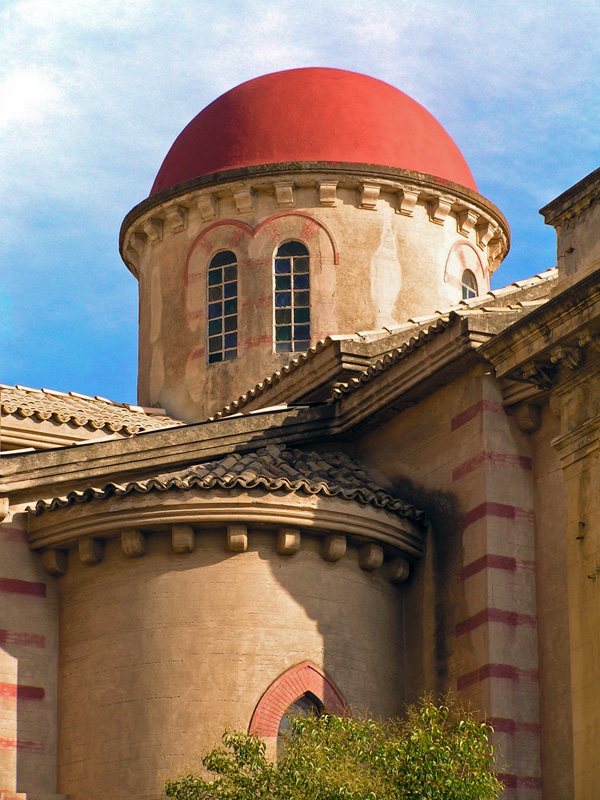
Chiesa degli ottimati
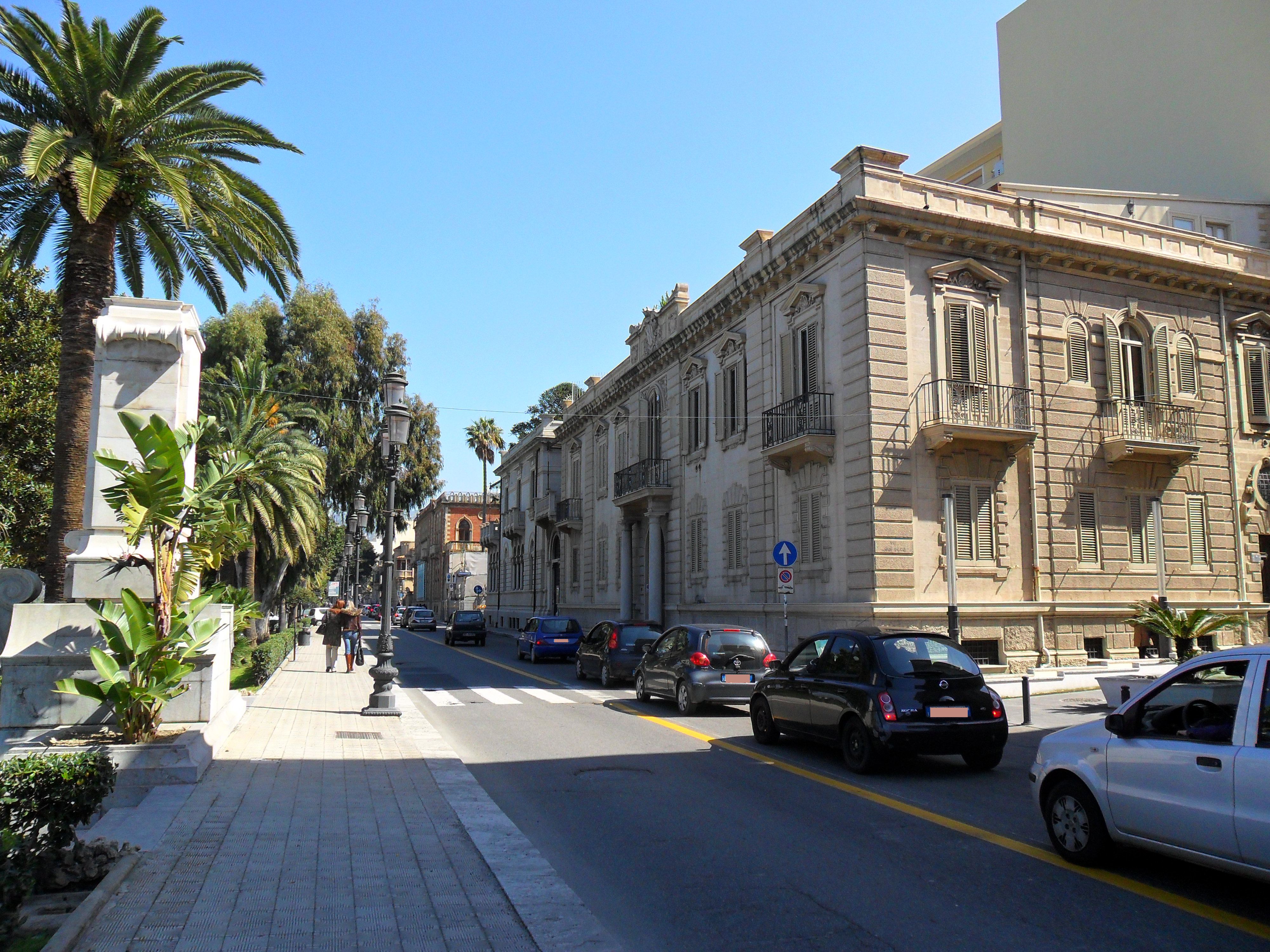
Corso Vittorio Emanuele III
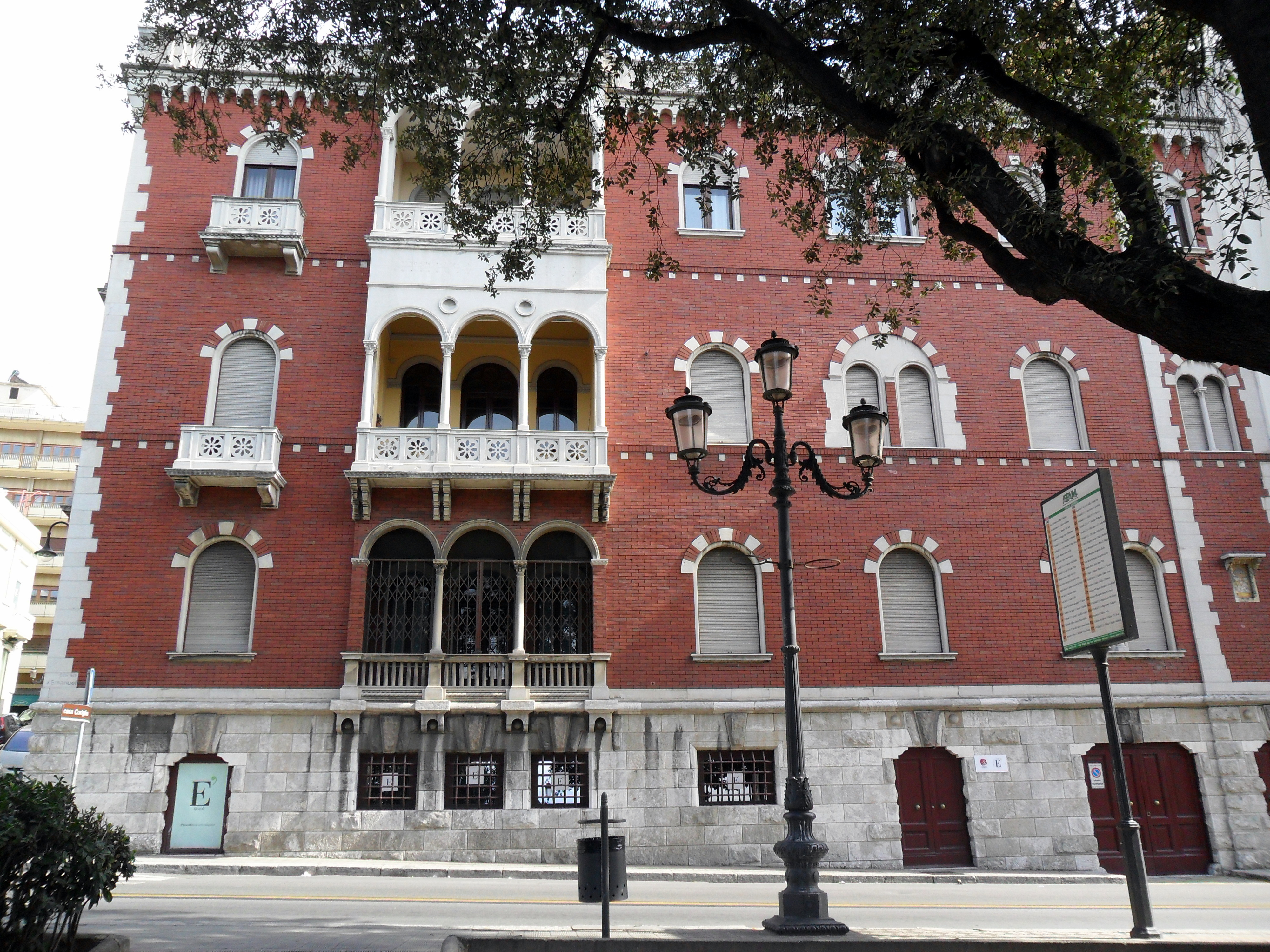
Palazzo Romeo-Retz